# Willemskerkepolder
De Willemskerkepolder is een polder ten westen van Terneuzen, behorende tot de Polders tussen Axel, Terneuzen en Hoek, in de Nederlandse provincie Zeeland. 
De polder werd ingedijkt in 1629 en was oorspronkelijk 126 ha groot. De polder is vernoemd naar het door de inundaties in 1586 verdwenen dorp Willemskerke, dat zich echter in de Goessche polder bevond.
In het oosten van de polder, parallel aan het Kanaal Gent-Terneuzen, ligt een moerassig natuurgebiedje. De buurtschappen Wulpenbek en De Knol liggen aan de rand van de polder. Door de aanleg van wegen in verband met de aanleg van de zeesluizen van Terneuzen in 1968, en de toegangsweg tot de Westerscheldetunnel (2003) is het karakter van de polder sterk gewijzigd.